# 尼爾森收視率
尼爾森收視率（Nielsen ratings）是一種收視率測量系統，由Robert F. Elder和Louis F. Woodruff開發並出售給尼爾森公司。這一方式最早在1920年代開始用來測量廣播節目的收聽率。1950年代之後，這套方法也開始用在測量電視節目收視率上。現在尼爾森收視率是世界上最主要的測量電視節目收視率的方法。但對這套方法也有不少批評。例如由於科技的發展使得收看電視的方式多樣化，導致尼爾森收視率無法反映包括手機、電腦在內的全部平台的收視率。但尼爾森公司已宣布計劃改善樣本。

## 外部連結
- Nielsen Media Research official website